# Eleccions regionals de Sicília de 1971
Les eleccions regionals per a renovar l'Assemblea Regional de Sicília se celebraren el 13 de juny de 1971. La participació fou del 81,4%.
| ← Eleccions regionals de Sicília, 1971 →             |           |        |        |
| Partits                                              | vots      | %      | escons |
| Democràcia Cristiana Italiana                        | 794.414   | 33,3%  | 29     |
| Moviment Social Italià (MSI)                         | 389.512   | 16,3%  | 15     |
| Partit Comunista Italià (PCI)                        | 299.547   | 12,5%  | 14     |
| Partit Socialista Italià (PSI)                       | 269.515   | 11,4%  | 11     |
| Partit Socialista Italià d'Unitat Proletària (PSIUP) | 235.770   | 9,9%   | 10     |
| Partit Socialista Democràtic Italià (PSDI)           | 135.118   | 5,7%   | 5      |
| Partit Republicà Italià (PRI)                        | 110.238   | 4,6%   | 3      |
| Partit Liberal Italià (PLI)                          | 88.083    | 3,7%   | 3      |
| Partit Democràtic Italià d'Unitat Monàrquica         | 28.746    | 1,2%   | -      |
| Unió Siciliana Cristiana Social (USCS)               | 750       | 0%     | -      |
| altres                                               | 32.682    | 1,4%   | -      |
| Total                                                | 2.384.343 | 100,00 | 90     |

Fonts: Ministeri del l'Interior, ISTAT i Assemblea Regional Siciliana